# Pseudododecas bowmani
Pseudododecas bowmani is een vlokreeftensoort uit de familie van de Caprellidae. De wetenschappelijke naam van de soort is voor het eerst geldig gepubliceerd in 1971 door McCain & Gray.